# Persone di nome Eva
| Questa pagina contiene informazioni ricavate automaticamente dalle voci biografiche con l'ausilio del template Bio e di un bot. L'aggiornamento è periodico e automatico e ricostruisce completamente la pagina. Se manca una persona in questa lista, sei pregato di non aggiungerla, ma accertati piuttosto che la sua voce biografica contenga il template Bio e che i dati anagrafici siano correttamente compilati. Se il template Bio manca, inseriscilo tu stesso o, in alternativa, metti l'avviso {{tmp\|Bio}} che ne segnala la mancanza. Se i dati riportati sono sbagliati, correggi direttamente la voce biografica; le modifiche saranno visibili in questa lista entro pochi giorni. Per chiarimenti vedi il progetto antroponimi. La lista contiene solo le 275 persone che sono citate nell'enciclopedia e per le quali è stato implementato correttamente il template Bio. Pagina aggiornata al 6 ago 2025. |

Questa è una lista di persone presenti nell'enciclopedia che hanno il nome Eva, suddivise per attività principale.

## Altiste(1)
- Eva Dawes, altista canadese (Toronto, n. 1912 - Thames Ditton, † 2009)

## Antifasciste(1)
- Eva Rittmeister, antifascista tedesca (Zeitz, n. 1913 - Remchingen, † 2004)

## Archeologhe(1)
- Eva Farfánová Barriosová, archeologa, scrittrice e docente ceca (Chrudim, n. 1950)

## Artiste(2)
- Eva Rorandelli, artista e pittrice italiana (Firenze, n. 1976)
- Eva Švankmajerová, artista, poetessa e scenografa ceca (Kostelec nad Černými lesy, n. 1940 - Praga, † 2005)

## Astronome(2)
- Eva Ahnert-Rohlfs, astronoma tedesca (Coburgo, n. 1912 - Sonneberg, † 1954)
- Eva Grebel, astronoma tedesca (Dierdorf, n. 1966)

## Atlete paralimpiche(1)
- Eve Rimmer, atleta paralimpica, nuotatrice e arciera neozelandese (Whanganui, n. 1937 - † 1996)

## Attrici(50)
- Eva Amurri, attrice statunitense (New York, n. 1985)
- Eva Axén, attrice svedese (Stoccolma, n. 1954)
- Eva Bartok, attrice ungherese (Budapest, n. 1927 - Londra, † 1998)
- Eva Maria Bauer, attrice e doppiatrice tedesca (Amburgo, n. 1923 - Amburgo, † 2006)
- Eva Bella, attrice e doppiatrice statunitense (Omaha, n. 2002)
- Eva Birthistle, attrice irlandese (Bray, n. 1974)
- Eva Cela, attrice italiana (Durazzo, n. 1995)
- Eva Christian, attrice tedesca (Berlino, n. 1937)
- Eva Czemerys, attrice tedesca (Monaco di Baviera, n. 1940)
- Eva Dahlbeck, attrice e scrittrice svedese (Saltsjö-Duvnäs, n. 1920 - Hässelby-Vällingby, † 2008)
- Eva Dedova, attrice kazaka (Almaty, n. 1992)
- Irasema Dilian, attrice italiana (Rio de Janeiro, n. 1924 - Ceprano, † 1996)
- Mira Eklund, attrice, cantante e compositrice svedese (n. 1981)
- Ève Francis, attrice e regista francese (Saint-Josse-ten-Noode, n. 1886 - Parigi, † 1980)
- Eva Gabor, attrice e doppiatrice ungherese (Budapest, n. 1919 - Los Angeles, † 1995)
- Eva Green, attrice e modella francese (Parigi, n. 1980)
- Eva Grimaldi, attrice e personaggio televisivo italiana (Nogarole Rocca, n. 1961)
- Eva Habermann, attrice tedesca (Amburgo, n. 1976)
- Eva Henning, attrice svedese (Newark, n. 1920 - Oslo, † 2016)
- Eva Holubová, attrice ceca (Praga, n. 1959)
- Eva Ionesco, attrice, regista e ex modella francese (Parigi, n. 1965)
- Eva Isanta, attrice spagnola (Ceuta, n. 1971)
- Eva Vica Kerekes, attrice slovacca (Fiľakovo, n. 1981)
- Eva Kryll, attrice e doppiatrice tedesca (Amburgo, n. 1953)
- Eva LaRue, attrice e modella statunitense (Long Beach, n. 1966)
- Eva Lazzaro, attrice australiana (Melbourne, n. 1995)
- Eva Llorach, attrice spagnola (Murcia, n. 1979)
- Eva Longoria, attrice, modella e attivista statunitense (Corpus Christi, n. 1975)
- Eva Magni, attrice italiana (Milano, n. 1909 - Milano, † 2005)
- Eva Marciel, attrice spagnola (Madrid, n. 1977)
- Eva Marcille, attrice e modella statunitense (Los Angeles, n. 1984)
- Eva Martín, attrice spagnola (Gerona, n. 1974)
- Eva Mattes, attrice tedesca (Tegernsee, n. 1954)
- Eva May, attrice austriaca (Vienna, n. 1902 - Baden, † 1924)
- Eva Mendes, attrice e modella statunitense (Miami, n. 1974)
- Eva Noblezada, attrice e cantante statunitense (San Diego, n. 1996)
- Eva Novak, attrice statunitense (St. Louis, n. 1898 - Woodland Hills, † 1988)
- Eva Pflug, attrice e doppiatrice tedesca (Lipsia, n. 1929 - Grünwald, † 2008)
- Eva Prout, attrice statunitense (Zanesville, n. 1894 - Coral Gables, † 1980)
- Eva De Dominici, attrice e modella argentina (Buenos Aires, n. 1995)
- Eva Renzi, attrice tedesca (Berlino, n. 1944 - Berlino, † 2005)
- Eva Robin's, attrice, cantante e personaggio televisivo italiana (Bologna, n. 1958)
- Eva Röder, attrice tedesca (n. 1946)
- Eva Röse, attrice e conduttrice televisiva svedese (Stoccolma, n. 1973)
- Eva Marie Saint, attrice statunitense (Newark, n. 1924)
- Eva Speyer, attrice tedesca (Berlino, n. 1882 - Mombasa, † 1975)
- Eva Thulin, attrice svedese
- Eva Vanicek, attrice italiana (Verona, n. 1937 - Roma, † 2020)
- Meta Velander, attrice e doppiatrice svedese (Danderyd, n. 1924 - Djursholm, † 2025)
- Eva Wilma, attrice e danzatrice brasiliana (San Paolo, n. 1933 - San Paolo, † 2021)

## Attrici pornografiche(3)
- Eva Angelina, attrice pornografica statunitense (Huntington Beach, n. 1985)
- Eva Lin, ex attrice pornografica filippina (Manila, n. 1985)
- Evita Pozzi, attrice pornografica italiana (Bari, n. 1984)

## Avvocate(1)
- Eva Abu Halaweh, avvocata giordana (n. 1975)

## Bassiste(1)
- Eva Gardner, bassista statunitense (n. 1979)

## Biatlete(3)
- Eva Háková, ex biatleta ceca (Karlovy Vary, n. 1969)
- Eva Korpela, ex biatleta svedese (n. 1958)
- Eva Puskarčíková, ex biatleta ceca (Jilemnice, n. 1991)

## Biologhe(1)
- Eva Klein, biologa e immunologa ungherese (Budapest, n. 1925 - Stoccolma, † 2025)

## Botaniche(1)
- Eva Mameli Calvino, botanica e naturalista italiana (Sassari, n. 1886 - Sanremo, † 1978)

## Calciatrici(5)
- Eva Bartoňová, calciatrice e ex giocatrice di calcio a 5 ceca (Jilemnice, n. 1993)
- Eva Biasotto, calciatrice italiana (n. 1994)
- Sofia Jakobsson, calciatrice svedese (Örnsköldsvik, n. 1990)
- Eva Navarro, calciatrice spagnola (Yecla, n. 2001)
- Eva Schatzer, calciatrice italiana (Bressanone, n. 2005)

## Canoiste(1)
- Eva Karlsson, ex canoista svedese (n. 1961)

## Cantanti(17)
- Eva Amaral, cantante e musicista spagnola (Saragozza, n. 1972)
- Eva Avila, cantante e attrice canadese (Gatineau, n. 1987)
- Eva Boto, cantante slovena (Dravograd, n. 1995)
- Little Eva, cantante statunitense (Belhaven, n. 1943 - New York, † 2003)
- Eva Cassidy, cantante statunitense (Washington, n. 1963 - Bowie, † 1996)
- Eva Dahlgren, cantante svedese (Umeå, n. 1960)
- Eva, cantante francese (Nizza, n. 2001)
- Eva Garza, cantante e attrice statunitense (San Antonio, n. 1917 - Tucson, † 1966)
- Eva Lopez, cantante e cantautrice francese (Avignone)
- Tess Merkel, cantante svedese (Nyköping, n. 1970)
- Eva Nova, cantante e attrice italiana (Napoli, n. 1914 - Roma, † 1996)
- Eva Poles, cantante e disc jockey italiana (Pordenone, n. 1971)
- Eva Simons, cantante e personaggio televisivo olandese (Amsterdam, n. 1984)
- Eva Sršen, cantante slovena (Lubiana, n. 1951)
- Eva Peggy Stensønes, cantante norvegese (Smøla, n. 1952 - † 2020)
- Eva Weel Skram, cantante norvegese (Sogndal, n. 1985)
- Eva Eastwood, cantante svedese (Örebro, n. 1967)

## Cestiste(23)
- Eva Adamcová, ex cestista cecoslovacca (Praga, n. 1966)
- Eva Antalecová, ex cestista cecoslovacca (Prešov, n. 1966)
- Eva Antoničová, ex cestista ceca (Karlovy Vary, n. 1975)
- Eva Areskoug, ex cestista svedese (Visby, n. 1967)
- Eva Berková, ex cestista cecoslovacca (Bratislava, n. 1965)
- Eva Dobiášová, cestista cecoslovacca (Praga, n. 1933 - † 2024)
- Eva Ferencz, cestista rumena (n. 1924 - † 2013)
- Eva Frágnerová, ex cestista cecoslovacca (Praga, n. 1928)
- Eva Giauro, cestista italiana (Livorno, n. 1986)
- Eva Hartmanová, ex cestista cecoslovacca (Ústí nad Labem, n. 1958)
- Eva Hlaváčová, ex cestista cecoslovacca (Praga, n. 1959)
- Eva Kalužáková, ex cestista cecoslovacca (Strakonice, n. 1965)
- Eva Kmeťová, cestista slovacca (Banská Bystrica, n. 1987)
- Eva Lisec, cestista slovena (Celje, n. 1995)
- Eva Mikulášková, ex cestista cecoslovacca (Brno, n. 1947)
- Eva Montesdeoca, ex cestista spagnola (Arucas, n. 1981)
- Eva Němcová, ex cestista ceca (Praga, n. 1972)
- Eva Petrovičová, cestista cecoslovacca (Bratislava, n. 1945 - Bratislava, † 1997)
- Eva Piršelová, ex cestista cecoslovacca (Hlohovec, n. 1951)
- Eva Preussová, cestista cecoslovacca (n. 1923 - † 2016)
- Eva Rupnik, cestista slovena (Kranj, n. 1992)
- Eva Váňová, ex cestista slovacca (Partizánske, n. 1962)
- Eva Vítečková, ex cestista ceca (Nové Město na Moravě, n. 1982)

## Compositrici(1)
- Eva Dell'Acqua, compositrice e cantante italiana (Schaerbeek, n. 1856 - Ixelles, † 1930)

## Conduttrici televisive(2)
- Eva Crosetta, conduttrice televisiva e autrice televisiva italiana (Castelfranco Veneto, n. 1976)
- Sofia Wistam, conduttrice televisiva e conduttrice radiofonica svedese (Lidingö, n. 1966)

## Contralti(1)
- Eva Mylott, contralto australiana (Tuross Head, n. 1875 - Chicago, † 1920)

## Costumiste(1)
- Kicki Ilander, costumista svedese (Linköping, n. 1957)

## Critiche letterarie(1)
- Eva Zona, critica letteraria e traduttrice italiana (Palermo, n. 1888 - Napoli, † 1973)

## Danzatrici(5)
- Eva Evdokimova, ballerina statunitense (Ginevra, n. 1948 - Manhattan, † 2009)
- Eva Grieco, danzatrice e attrice italiana (Roma, n. 1984)
- Eva Todor, danzatrice e attrice ungherese (Budapest, n. 1919 - Rio de Janeiro, † 2017)
- Eva Marie Veigel, ballerina austriaca (Vienna, n. 1724 - Londra, † 1822)
- Eva Yerbabuena, danzatrice spagnola (Francoforte sul Meno, n. 1970)

## Danzatrici su ghiaccio(1)
- Eva Romanová, ex danzatrice su ghiaccio cecoslovacca (n. 1946)

## Direttrici artistiche(1)
- Eva Sangiorgi, direttrice artistica italiana (Faenza, n. 1978)

## Doppiatrici(2)
- Eva Padoan, doppiatrice italiana (Roma, n. 1987)
- Eva Ricca, doppiatrice italiana (Cirié, n. 1947)

## Drammaturghe(1)
- Eva Johnson, drammaturga australiana (Daly River, n. 1945)

## Economiste(1)
- Magdalena Andersson, economista e politica svedese (Uppsala, n. 1967)

## Editrici(1)
- Eva Gedin, editrice svedese (Härnösand, n. 1963)

## Filosofe(1)
- Eva Picardi, filosofa italiana (Reggio Calabria, n. 1948 - Bologna, † 2017)

## Fisiche(2)
- Eva Crane, fisica, biologa e scrittrice britannica (Londra, n. 1912 - Slough, † 2007)
- Eva Ekeblad, fisica, agronoma e botanico svedese (Stoccolma, n. 1724 - Lidköping, † 1786)

## Fondiste(2)
- Eva Nývltová, ex fondista e maratoneta ceca (Trutnov, n. 1986)
- Eva Urevc, fondista slovena (Jesenice, n. 1995)

## Fotografe(4)
- Eva Barrett, fotografa britannica (Bishop's Stortford, n. 1879)
- Eva Besnyö, fotografa ungherese (Budapest, n. 1910 - Laren, † 2003)
- Eva Braun, fotografa tedesca (Monaco di Baviera, n. 1912 - Berlino, † 1945)
- Eva Watson-Schütze, fotografa statunitense (Jersey City, n. 1867 - Chicago, † 1935)

## Giavellottiste(1)
- Eva Janko, ex giavellottista austriaca (Floing, n. 1945)

## Ginnaste(4)
- Eva Bosáková, ginnasta cecoslovacca (Mladá Boleslav, n. 1931 - Praga, † 1991)
- Eva D'Amore, ex ginnasta italiana (Chieti, n. 1981)
- Eva Gherardi, ginnasta italiana (Reggio Emilia, n. 2003)
- Eva Rönström, ginnasta svedese (Stoccolma, n. 1932 - Nacka, † 2021)

## Giocatrici di curling(2)
- Cathrine Lindahl, giocatrice di curling svedese (Härnösand, n. 1970)
- Eva Lund, giocatrice di curling svedese (Stoccolma, n. 1971)

## Giudici di tennis(1)
- Eva Asderaki, giudice di tennis greca (Chalkis, n. 1982)

## Hockeiste su prato(1)
- Eva de Goede, hockeista su prato olandese (Zeist, n. 1989)

## Insegnanti(1)
- Eva Bernoulli, insegnante svizzera (Berlino, n. 1903 - Basilea, † 1995)

## Lunghiste(2)
- Eva Murková, ex lunghista slovacca (Bojnice, n. 1962)
- Eva Šuranová, lunghista cecoslovacca (Ózd, n. 1946 - Bratislava, † 2016)

## Magistrate(1)
- Eva Joly, magistrata e politica norvegese (Oslo, n. 1943)

## Medici(2)
- Eva Buiatti, medico e epidemiologa italiana (Firenze, n. 1944 - Firenze, † 2009)
- Eva Carneiro, medico gibilterriano (Gibilterra, n. 1973)

## Mezzosoprani(2)
- Eva Nansen, mezzosoprano norvegese (Christiania, n. 1858 - Lysaker, † 1907)
- Eva Randová, mezzosoprano ceca (Kolín, n. 1936)

## Modelle(8)
- Leanza Cornett, modella, conduttrice televisiva e attrice statunitense (Big Stone Gap, n. 1971 - Jacksonville, † 2020)
- Eva Ekvall, modella e conduttrice televisiva venezuelana (Caracas, n. 1983 - Houston, † 2011)
- Eva González, modella e conduttrice televisiva spagnola (Mairena del Alcor, n. 1980)
- Eva Herzigová, supermodella e attrice ceca (Litvínov, n. 1973)
- Eva Lisa Ljung, modella venezuelana (Malmö, n. 1970)
- Eva María Pedraza López, modella spagnola (Cordova, n. 1971)
- Eva Riccobono, supermodella, attrice e conduttrice televisiva italiana (Palermo, n. 1983)
- Eva Rueber-Staier, modella e attrice austriaca (Bruck an der Mur, n. 1951)

## Mountain biker(1)
- Eva Lechner, mountain biker, ciclocrossista e ciclista su strada italiana (Bolzano, n. 1985)

## Musiciste(2)
- Eva Briegel, musicista e cantante tedesca (Leonberg, n. 1978)
- Eva Riccioli, musicista, editrice e compositrice italiana (Torino, n. 1909 - Firenze, † 1995)

## Musicologhe(1)
- Eva Rieger, musicologa tedesca (Port Erin, n. 1940)

## Nobildonne(2)
- Aurora Karamzin, nobildonna svedese (Pori, n. 1808 - Helsinki, † 1902)
- Sophie von Fersen, nobildonna svedese (n. 1757 - Norrköping, † 1816)

## Nobili(3)
- Eva Cristina di Württemberg, nobile tedesca (Stoccarda, n. 1590 - Dresda, † 1657)
- Eva Marshal, nobile britannica (Pembroke, n. 1203 - † 1246)
- Eva Cristina di Württemberg-Mömpelgard, nobile tedesca (Montbéliard, n. 1558 - Kirchheim unter Teck, † 1575)

## Nuotatrici(3)
- Eva Arndt-Riise, nuotatrice danese (Aarhus, n. 1919 - Gjesing, † 1993)
- Eva Belaise, nuotatrice italiana (Livorno, n. 1927 - Livorno, † 2008)
- Eva Fabian, nuotatrice statunitense (Frederick, n. 1993)

## Ostacoliste(1)
- Eva Vital, ostacolista portoghese (Macao, n. 1992)

## Pallavoliste(5)
- Eva Cruz, ex pallavolista e allenatrice di pallavolo portoricana (Guaynabo, n. 1974)
- Eva Janeva, pallavolista bulgara (Sofia, n. 1985)
- Eva Mazzocchi, pallavolista italiana (Piacenza, n. 1992)
- Eva Mori, pallavolista slovena (Canale d'Isonzo, n. 1996)
- Eva Pogačar, pallavolista slovena (Lubiana, n. 2000)

## Partigiane(1)
- Eva Colombo, partigiana italiana (Parabiago, n. 1916 - Agrate Brianza, † 2004)

## Pattinatrici artistiche su ghiaccio(1)
- Eva Pawlik, pattinatrice artistica su ghiaccio austriaca (Vienna, n. 1927 - Vienna, † 1983)

## Pentatlete(1)
- Eva Trautmann, pentatleta tedesca (Darmstadt, n. 1982)

## Pesiste(1)
- Eva Wilms, ex pesista tedesca (Essen, n. 1952)

## Pianiste(1)
- Eva Knardahl, pianista norvegese (Oslo, n. 1927 - Oslo, † 2006)

## Pittrici(4)
- Eva Aeppli, pittrice, scultrice e astrologa svizzera (Zofingen, n. 1925 - Honfleur, † 2015)
- Eva Bonnier, pittrice svedese (Stoccolma, n. 1857 - Copenaghen, † 1909)
- Eva Fischer, pittrice jugoslava (Daruvar, n. 1920 - Roma, † 2015)
- Eva Gonzalès, pittrice francese (Parigi, n. 1849 - Parigi, † 1883)

## Poetesse(1)
- Eva Baltasar, poetessa e scrittrice spagnola (Barcellona, n. 1978)

## Politiche(15)
- Eva Aariak, politica e docente canadese (Arctic Bay, n. 1955)
- Eva Avossa, politica italiana (Salerno, n. 1952)
- Eva Biland, politica svizzera (Zurigo, n. 1972)
- Heléne Björklund, politica e insegnante svedese (Sölvesborg, n. 1972)
- Eva Bowring, politica statunitense (Nevada, n. 1892 - Gordon, † 1985)
- Eva Clayton, politica statunitense (Savannah, n. 1934)
- Eva Glawischnig-Piesczek, politica austriaca (Villach, n. 1969)
- Eva Guidi, politica sammarinese (n. 1968)
- Eva Kristin Hansen, politica norvegese (Trondheim, n. 1973)
- Eva Herzog, politica svizzera (Basilea, n. 1961)
- Eva Kailī, politica greca (Salonicco, n. 1978)
- Eva Klotz, politica italiana (San Leonardo in Passiria, n. 1951)
- Eva Longo, politica italiana (Salerno, n. 1949)
- Eva Lorenzoni, politica italiana (Manerbio, n. 1986)
- Eva Maydell, politica bulgara (Sofia, n. 1986)

## Psicologhe(1)
- Eva Justin, psicologa e antropologa tedesca (Dresda, n. 1909 - Offenbach am Main, † 1966)

## Registe(4)
- Eva Bergman, regista svedese (Helsingborg, n. 1945)
- Mia Engberg, regista, produttrice cinematografica e sceneggiatrice svedese (Stoccolma, n. 1970)
- Eva Le Gallienne, regista, attrice e produttrice cinematografica statunitense (Londra, n. 1899 - Weston, † 1991)
- Eva Vik, regista, sceneggiatrice e produttrice cinematografica ceca (Praga, n. 1991)

## Religiose(1)
- Eva di Cornillon, religiosa fiamminga (Liegi - Liegi)

## Saggiste(1)
- Eva Mozes Kor, saggista rumena (Porţ, n. 1934 - Cracovia, † 2019)

## Saltatrici con gli sci(2)
- Eva Ganster, ex saltatrice con gli sci austriaca (Kitzbühel, n. 1978)
- Eva Pinkelnig, saltatrice con gli sci austriaca (Bregenz, n. 1988)

## Sante(1)
- Eva di Dreux, santa

## Sciatrici alpine(8)
- Catharina Glassér-Bjerner, ex sciatrice alpina svedese (Falun, n. 1964)
- Eva Unhjem Johansen, sciatrice alpina norvegese (n. 2007)
- Eva Kurfürstová, ex sciatrice alpina ceca (Karviná, n. 1977)
- Eva Lemezova, sciatrice alpina cecoslovacca
- Eva Pfosi, ex sciatrice alpina statunitense (n. 1963)
- Eva Stoll, ex sciatrice alpina svizzera (n. 1981)
- Eva Twardokens, ex sciatrice alpina statunitense (Reno, n. 1965)
- Eva Walkner, ex sciatrice alpina austriaca (Kuchl, n. 1979)

## Scrittrici(13)
- Evelina Cattermole, scrittrice e poetessa italiana (Firenze, n. 1849 - Roma, † 1896)
- Eva Margareta Frölich, scrittrice, mistica e profeta svedese (n. 1650 - Stoccolma, † 1692)
- Eva Gabrielsson, scrittrice, architetto e attivista svedese (Lövånger, n. 1953)
- Eva García Sáenz de Urturi, scrittrice spagnola (Vitoria-Gasteiz, n. 1972)
- Eva González Fernández, scrittrice spagnola (Palacios del Sil, n. 1918 - León, † 2006)
- Eva Heller, scrittrice e sociologa tedesca (Esslingen am Neckar, n. 1948 - Francoforte sul Meno, † 2008)
- Eva Ibbotson, scrittrice britannica (Vienna, n. 1925 - Newcastle upon Tyne, † 2010)
- Eva Kotchever, scrittrice e attivista polacca (Mława, n. 1891 - Auschwitz, † 1943)
- Eva Demski, scrittrice tedesca (Ratisbona, n. 1944)
- Eva Lindström, scrittrice e illustratrice svedese (Västerås, n. 1952)
- Eva Nikolaevna Lisina, scrittrice, traduttrice e insegnante russa (Imenkassi, n. 1939)
- Eva Kühn, scrittrice, saggista e traduttrice russa (Vilnius, n. 1880 - Roma, † 1961)
- Eva Ström, scrittrice, poetessa e traduttrice svedese (Lidingö, n. 1947)

## Scultrici(2)
- Eva Hesse, scultrice statunitense (Düsseldorf, n. 1936 - New York, † 1970)
- Eva Sørensen, scultrice danese (Herning, n. 1940 - Verbania, † 2019)

## Snowboarder(1)
- Eva Samková, snowboarder ceca (Vrchlabí, n. 1993)

## Sociologhe(1)
- Eva Illouz, sociologa francese (Fès, n. 1961)

## Sollevatrici(1)
- Eva Giganti, ex sollevatrice italiana (San Cataldo, n. 1976)

## Soprani(4)
- Eva Lind, soprano austriaco (Innsbruck, n. 1966)
- Eva Mei, soprano italiano (Fabriano, n. 1967)
- Eva Tetrazzini, soprano italiano (Milano, n. 1862 - Salsomaggiore Terme, † 1938)
- Eva Turner, soprano britannico (Werneth, n. 1892 - Londra, † 1990)

## Stiliste(2)
- Eva Maria Düringer, stilista e modella austriaca (Dornbirn, n. 1959)
- Eva Gronbach, stilista tedesca (Colonia, n. 1971)

## Storiche(1)
- Eva Cantarella, storica, giurista e sociologa italiana (Roma, n. 1936)

## Supercentenarie(1)
- Eva Morris, supercentenaria britannica (Newcastle-under-Lyme, n. 1885 - Stone, † 2000)

## Taekwondoka(1)
- Eva Calvo Gómez, taekwondoka spagnola (Leganés, n. 1991)

## Tennistavoliste(1)
- Eva Ódorová, tennistavolista slovacca (Komárno, n. 1979)

## Tenniste(12)
- Eva Bes, ex tennista spagnola (Saragozza, n. 1973)
- Eva Birnerová, ex tennista ceca (Duchcov, n. 1984)
- Eva Dyrberg, ex tennista danese (Copenaghen, n. 1980)
- Eva Fislová, ex tennista slovacca (Považská Bystrica, n. 1981)
- Eva Hrdinová, ex tennista ceca (Plzeň, n. 1984)
- Eva Lys, tennista tedesca (Kiev, n. 2002)
- Eva Martincová, ex tennista ceca (Brno, n. 1975)
- Eva Melicharová, ex tennista cecoslovacca (n. 1970)
- Eva Pfaff, ex tennista tedesca (Königstein im Taunus, n. 1961)
- Eva Vedder, tennista olandese (Paesi Bassi, n. 1999)
- Eva Wacanno, ex tennista olandese (Weert, n. 1991)
- Eva Švíglerová, ex tennista cecoslovacca (n. 1971)

## Triatlete(1)
- Eva Nyström, triatleta svedese (Piteå, n. 1977)

## Tuffatrici(1)
- Ewa Olliwier, tuffatrice svedese (Stoccolma, n. 1904 - Stoccolma, † 1955)

## Velociste(2)
- Eva Hovenkamp, velocista olandese (Ede, n. 1996)
- Eva Lubbers, velocista olandese (Uithoorn, n. 1992)

## Senza attività specificata(4)
- Eva Berneke, ingegnera e dirigente d'azienda danese (Copenaghen, n. 1969)
- Eva Fjellerup, ex pentatleta e schermitrice danese (Gentofte, n. 1962)
- Eva Hart, inglese (Ilford, n. 1905 - Chadwell Heath, † 1996)
- Eva Schloss, superstite dell'Olocausto e scrittrice austriaca (Vienna, n. 1929)